# Me Gustas Tanto
„Me Gustas Tanto” este un cântec al interpretei mexicane Paulina Rubio. Înregistrarea a fost produsă compozitorul RedOne - care a lucrat anterior cu artiști precum Enrique Iglesias, Jennifer Lopez, Kelly Rowland, Lady Gaga, Pitbull sau Usher. Cântecul a fost imprimat pentru a fi inclus pe cel de-al zecelea album de studio din cariera solistei, Brava!, servind drept primul extras pe single al materialului. Piesa a fost lansată în format digital în prima parte a lunii septembrie 2011, precedând publicarea discului de proveniență, ce s-a realizat în luna noiembrie a aceluiași an.
Compoziția a beneficiat de un videoclip — regizat de către Rubio însăși în colaborare cu Gustavo Lopez Mana — și de o serie de interpretări live în cadrul unor emisiuni cunoscute pe teritoriul Americii Latine. Lansat la finele lunii octombrie 2011, scurtmetrajul adiacent cântecului a stârnit reacții variate, amintind totuși de perioada de debut a interpretei, prin intermediul scenelor în care aceasta este acoperită de un praf auriu. Înregistrarea a fost interpretată pentru prima dată în cadrul evenimentului Concierto EXA 3D din Mexic, prezentarea cântecului materializându-se ulterior în cadrul unor emisiuni precum Idol Puerto Rico (Puerto Rico) sau Mira Quien Baila (Mexic).
Înregistrarea s-a bucurat de succes în majoritatea clasamentelor unde a activat. În acest sens, „Me Gustas Tanto” a debutat pe locul cincisprezece în clasamentul oficial din Spania, avasând până pe treapta cu numărul patru, câștigând totodată prima poziție în ierarhia celor mai difuzate cântece din această țară. De asemenea, compoziția a ocupat locul întâi în Columbia și Panama și a devenit un nou șlagăr pentru Rubio în regiuni precum Ecuador sau Mexic. Piesa a avansat și în clasamentele americane, ocupând poziții notabile în trei dintre clasamentele publicației muzicale Billboard, cele mai insemnate progrese fiind înregistrate în ierarhia Billboard Latin Pop Songs.

## Ordinea pieselor pe disc
| Nr.                          | Titlu                                        | Durată |
| ---------------------------- | -------------------------------------------- | ------ |
| Descărcare digitală          |                                              |        |
| 01.                          | „Me Gustas Tanto” [Versiunea originală]      | 3:42   |
| Descărcare digitală          |                                              |        |
| 01.                          | „Me Gustas Tanto” [remix „3BallMTY”]         | 3:49   |
| Descărcare digitală (iTunes) |                                              |        |
| 01.                          | „Me Gustas Tanto” [remix „Vein Electro-Hop”] | 2:55   |

## Prezența în clasamente
La scurt timp de la startul promovării sale, „Me Gustas Tanto” a devenit un nou șlagăr pentru interpretă în tara sa natală, unde a avansat până pe locul trei, devenind cel mai mare succes al solistei în aproximativ doi ani. La scurt timp după startul comercializării sale prin intermediul magazinului virtual iTunes, acesta a debutat pe locul zece în ierarhia compilată de acesta pentru Mexic, avansând până pe poziția secunda. Cântecul a debutat în ierarhia americană Billboard Hot Latin Songs pe locul treizeci și patru, în clasamentul din data de 9 ianuarie 2012, devenind prima apariție a lui Rubio în această listă de la „Ni Rosas Ni Juguetes (2009), care s-a bucurat de succes și a câștigat treapta cu numărul nouă. Mai mult, acesta a fost și cel bun debut al acelei ediții, devansând alte trei noi intrări. Înregistrarea a avansat în primele douăzeci de poziții ale ierarhiei la patru săptămâni distanță, câștigând la scurt timp locul paisprezece în același clasament. În urma acestui parcurs, considerabil mai slab decât cel al șlagărelor „Te Quise Tanto” (2004), „Ni Una Sola Palabra” (2006) și „Causa y Efecto” (2009), „Me Gustas Tanto” a devenit cel dintâi prim single al unui album semnat Paulina Rubio ce nu ajunge în vârful acestei ierarhii de la „Don't Say Goodbye”/„Si Tú Te Vas” (2002). Concomitent, compoziția a activat și în Billboard Hot Tropical Songs și Billboard Latin Pop Songs, în ambele câștigând clasări de top 10. În timp ce în prima ierarhie cântecul a avansat până pe locul șapte în cea de-a patra săptămână, în cel de-al doilea acesta a obținut poziția a opta.
Cântecul s-a bucurat de succes și în Spania, unde a debutat pe locul cincisprezece și a obținut locul patru doisprezece săptămâni mai târziu, rezistând în top 10 timp de douăzeci și unu de zile consecutive. Mai mult, a devenit primaclasare pe prima poziție a lui Rubio în clasamentul de difuzări la posturile de radio din acest teritoriu de la „Causa y Efecto”. Similar, compoziția a fost apreciată și pe teritoriul Americii de Sud, unde a câștigat locul întâi în țări precum Columbia sau Panama și a avansat până pe treapta cu numărul trei în Ecuador. De asemenea, în clasamentul european Euro 200, publicat și compilat de APC Charts, „Me Gustas Tanto” a marcat o apariție de scurtă durată, ce a culminat cu obținerea poziției a o sută șaizeci și patra. Piesa a consemnat scurte apariții și în topurile iTunes din secțiunea de muzică latino a unor regiuni precum Canada, Grecia sau Statele Unite ale Americii.

## Clasamente
| Clasament (2011 — 2012)        | Poziția maximă | Referință |
| ------------------------------ | -------------- | --------- |
| Argentina (Top 100)            | 29             | [ 12 ]    |
| Columbia (Top Latino)          | 1              | [ 13 ]    |
| Costa Rica (Top 40)            | 12             | [ 14 ]    |
| Ecuador (Top Latino)           | 3              | [ 5 ]     |
| Europa (APC Charts - Euro 200) | 164            | [ 15 ]    |
| Honduras (Top Latino)          | 2              | [ 16 ]    |
| Mexic (Monitor Latino)         | 3              | [ 5 ]     |
| Spania (Promusicae)            | 4              | [ 17 ]    |
| Spania (Promusicae — Airplay)  | 1              | [ 18 ]    |

| Clasament (2011 — 2012)                    | Poziția maximă | Referință |
| ------------------------------------------ | -------------- | --------- |
| S.U.A. (Billboard Latin Songs)             | 1              | [ 9 ]     |
| S.U.A. (Billboard Latin Pop Songs)         | 2              | [ 9 ]     |
| S.U.A. (Billboard Tropical Songs)          | 3              | [ 9 ]     |
| S.U.A. (Billboard Latin Digital Songs)     | 22             | [ 19 ]    |
| S.U.A. (Billboard Latin Pop Digital Songs) | 9              | [ 19 ]    |
| Panama (Top Latino)                        | 1              | [ 20 ]    |
| Puerto Rico (Top Latino)                   | 4              | [ 21 ]    |
| Venezuela (Record Report − Top Latino)     | 11             | [ 22 ]    |

## Personal
http://www.latingossip.com/paulina-rubio/escuchame-paulina-rubio-me-gustas-tanto.html Arhivat în 29 septembrie 2011, la Wayback Machine.